# Ricky Sbragia
Richard „Ricky“ Sbragia (* 26. Mai 1956 in Lennoxtown) ist ein schottischer ehemaliger Fußballtrainer und Fußballspieler.

## Karriere als Spieler
Sbragia spielte in der zentralen Abwehr. Er begann seine Karriere als Nachwuchsspieler bei Birmingham City im Jahr 1972, wo er 1974 auch seinen ersten Profivertrag erhielt. Ein Jahr später wechselte er zu Greenock Morton in der schottischen Profiliga, wo er aber nur zu vier Einsätzen kam. 1978 folgte ein Wechsel zum damaligen Viertligisten FC Walsall, bevor er 1980 zum FC Blackpool wechselte, wo er für zwei Spielzeiten blieb. Es folgten weitere Wechsel zu York City und FC Darlington. Mitte der achtziger Jahre erfolgte verletzungsbedingt das Karriereende als aktiver Fußballer.

## Karriere als Trainer
Ab 1987 arbeitete er als Trainer, zunächst für die Jugendmannschaft von York City. Hier baute er unter anderem Graeme Murty, Jonathan Greening, Richard Cresswell und Darren Williams auf. Von 1994 bis 2002 war er Jugend- und Reserveteam-Trainer beim AFC Sunderland, danach wechselte er zu Manchester United, wo er z. B. Kieran Richardson und Darren Fletcher trainierte. 2005 wurde er Trainer bei den Bolton Wanderers.
Seit Dezember 2008 ist er Manager des AFC Sunderland. Er unterschrieb einen 18-Monats-Vertrag, nachdem er zunächst als Übergangstrainer eingestellt war. Am 24. Mai 2009 ließ er jedoch seinen Rücktritt verlauten. Als Grund gab er, trotz des erfolgreichen Klassenerhalts, die Negativserie mit nur fünf Punkten aus den letzten 12 Spielen der Saison an.